# Maria Isabel Ferrer i Álvarez
Maria Isabel Ferrer i Álvarez (Barcelona, 1963) és una política catalana.
És diplomada en Treball social per la Universitat Ramon Llull el 1987 i graduada en Treball Social per la UNED el 2016. Té també un Màster en Protecció Civil i Gestió d'emergències per la Universitat de València (2015). Postgrau en Salut Mental en situacions de violència política i catàstrofes (Universitat Complutense de Madrid)
Des del 1989 ha tingut diferents càrrecs tècnics dins l'Ajuntament de Barcelona. Des del setembre de 2017 és Cap del Departament de Resiliència Urbana a l'ajuntament de Barcelona.
A les eleccions al Parlament de Catalunya de 2017 fou escollida com a diputada amb la llista de Junts per Catalunya. El 19 de juny del 2018, Ferrer va ser nomenada directora general de Protecció Civil, per la qual cosa va decidir renunciar a la seva acta de diputada.